# عثمان مالوم
عثمان حسن مالوم مواليد 31 ديسمبر 1996 في السعودية، هو لاعب كرة قدم تشادي من مواليد السعودية.

## مسيرة اللاعب
وقع مع نادي الأنصار في صيف 2018 و وقع مع نادي البكيرية في صيف 2019 و وقع مع نادي ضمك في صيف 2020 و لكن لم يلعب معهم و انتقل إلى نادي الجبلين و لعب بعدها مع نادي العين ونادي جدة و عاد بعدها إلى نادي العين.